# Marek Zirk-Sadowski
Marek Aureliusz Zirk-Sadowski (ur. 6 lipca 1952 w Łodzi) – polski prawnik, profesor nauk prawnych, nauczyciel akademicki i były dziekan Wydziału Prawa i Administracji Uniwersytetu Łódzkiego, sędzia i wiceprezes, w latach 2016–2022 prezes Naczelnego Sądu Administracyjnego.

## Życiorys
Jest absolwentem prawa (1973) i filozofii (1976) na Uniwersytecie Łódzkim. Na tej samej uczelni obronił doktorat z nauk prawnych (1977) i uzyskał stopień doktora habilitowanego nauk prawnych (1984). W 1999 otrzymał tytuł profesora nauk prawnych. W 1990 został profesorem nadzwyczajnym, a w 2000 profesorem zwyczajnym. Był prorektorem Uniwersytetu Łódzkiego (1993–1999), a przez sześć lat zajmował stanowisko dziekana Wydziału Prawa i Administracji UŁ. Prowadził też wykłady w Europejskiej Wyższej Szkole Prawa i Administracji. Objął stanowisko kierownika Katedry Teorii i Filozofii Prawa UŁ.
W latach 2006–2007 był prezydentem Światowego Stowarzyszenia Filozofii Prawa i Filozofii Społecznej. Pełni funkcję wiceprezydenta tej organizacji.
W 1994 został sędzią Naczelnego Sądu Administracyjnego. W 2004 prezydent Aleksander Kwaśniewski powołał go na stanowisko wiceprezesa NSA. Objął też funkcję prezesa Izby Finansowej NSA. W 2015 prezydent Bronisław Komorowski powołał go ponownie na stanowisko wiceprezesa NSA. W listopadzie 2015 w związku z rezygnacją Romana Hausera przejął czasowo wykonywanie obowiązków prezesa NSA. 15 lutego 2016 został przez prezydenta Andrzeja Dudę powołany na stanowisko prezesa Naczelnego Sądu Administracyjnego. Jego sześcioletnia kadencja zakończyła się w lutym 2022, na następcę powołany został Jacek Chlebny.
W swych badaniach zajmuje się analityczną teorią prawa, hermeneutyczną filozofią prawa, filozofią prawa wspólnotowego i teorią integracji. Jest autorem wielu książek i artykułów naukowych oraz redaktorem naczelnym „Archiwum Teorii i Filozofii Prawa”. Wydał też m.in. zbiór tekstów Jerzego Wróblewskiego pt. Pisma wybrane (Wolters Kluwer Polska, Warszawa 2016 ISBN 978-83-264-8345-5).

## Odznaczenia
- Krzyż Komandorski Orderu Odrodzenia Polski (2024, za wybitne zasługi w kształtowaniu państwa prawa, za osiągnięcia w pracy naukowo-badawczej i dydaktycznej)[7]
- Krzyż Oficerski Orderu Odrodzenia Polski (2013, za wybitne osiągnięcia w pracy naukowo-badawczej i działalności dydaktycznej, za zasługi na rzecz rozwoju nauki)[8]
- Krzyż Kawalerski Orderu Odrodzenia Polski (2002, za wybitne zasługi w pracy naukowo-dydaktycznej i organizacyjnej)[9]
- Złoty Krzyż Zasługi (1996, za wzorowe, wyjątkowo sumienne wykonywanie obowiązków wynikających z pracy zawodowej[10]